# Sarcelles
Sarcelles è un comune francese di 58 576 abitanti (al 1º gennaio 2022) situato nel dipartimento della Val-d'Oise nella regione dell'Île-de-France.

## Società

### Evoluzione demografica
Abitanti censiti

## Amministrazione

### Gemellaggi
- Natanya
- Hattersheim, dal 1987